# برج سوفاز
برج سوفاز (به لاتین: SOFAZ Tower) یک آسمان‌خراش در جمهوری آذربایجان است که در باکو واقع شده‌است.